# 路易吉·阿梅迪奥 (阿布鲁齐公爵)
路易吉·阿梅迪奥·朱塞佩·玛利亚·费尔南多·弗朗西斯科·迪·萨伏伊（Luigi Amedeo Giuseppe Maria Ferdinando Francesco di Savoia，1873年1月29日—1933年3月18日），出生于马德里。萨伏伊-奥斯塔王子，阿布魯齊公爵是西班牙国王阿玛迪奥一世的第三子。意大利国王维托里奥·埃马努埃莱三世的堂弟。阿布魯齊公爵以北極探險和登山探險而聞名於世，尤其是聖埃利亞斯山（阿拉斯加-育空地區）和K2峰（巴基斯坦-中國）。他還擔任意大利海軍上將第一次世界大戰的時候，阿布魯齊公爵還擔任義大利海軍上將。他在生命的最後幾年，他在義大利索馬里創建了同名的阿布魯齊公爵村。

## 生平

### 早年生活
阿布魯齊公爵出生於西班牙馬德里，是西班牙国王阿玛迪奥一世和他的第一任妻子瑪麗亞·維多利亞·道爾·波佐（Maria Vittoria Carlotta Enrichetta Giovanna dal Pozzo della Cisterna）的第三個兒子。他也是意大利國王維克多·伊曼紐爾二世的孫子。他出生的時期，他的父親阿馬迪奧曾經短暫的統治西班牙。他的兄弟姐妹是伊曼紐爾·菲利貝托王子（Prince Emanuele Filiberto, Duke of Aosta）、維托里奧·伊曼紐爾王子（Prince Vittorio Emanuele, Count of Turin）和翁貝托王子（Prince Umberto, Count of Salemi）。他出生後不久，自1870年以來一直住在其父統治的西班牙，直到阿玛迪奥一世於1873年遜位之後，才返回義大利。阿布魯齊公爵是薩沃伊家族的成員，自12世紀以來就在歐洲廣為人知。他的叔叔於1878年成為意大利國王翁貝託一世，他的堂兄於1900年成為義大利的維克多·伊曼紐爾三世國王。

### 封爵與皇位
阿布魯齊公爵（意大利語：Duca degli Abruzzi ）的冊封，是由義大利國王國王翁貝託一世於1890年為他所命名的，他亦是西班牙國王阿玛迪奥一世的兒子，因此最初被授予西班牙路易吉·阿梅迪奧王子的頭銜。他的公爵頭銜指的是意大利中部的阿布魯佐地區。

### 冒險生活
1892年，他開始在勃朗峰和羅莎山（意大利阿爾卑斯山）接受登山訓練。
從1893年到1896年，阿布魯齊公爵開始環遊世界，包括當時還是意大利屬地的非洲厄立特里亞和北美洲溫哥華。1893年9月，他前往意屬索馬里蘭平息騷亂，並在摩加迪沙港駐守一個月
1897年，阿布魯齊公爵首次登上北美洲聖埃利亞斯山。探險隊在那裡找到一個海市蜃樓，被稱為阿拉斯加的寂靜之城（Silent City of Alaska）。

#### 北極探險
他曾在1893-1896年間，乘坐過造船商人科林·阿切爾建造的極地船弗拉姆號 （Fram），向北航行了最遠的地方，因此對北極產生濃厚的探險興趣。1898年，阿布魯齊公爵組織了一次北極探險隊，並請教了著名的極地探險家弗里喬夫·南森（Fridtjof Nansen），次年他收購了一艘570噸的蒸汽捕鯨船Jason，將其改名為Stella Polare，並將她開道挪威拉爾維克Colin Archer造船廠。Stella Polare內部被拆空重整，橫梁、龍骨則大幅強化船的強度。
1899年春天，他與十名探險隊的同伴，抵達挪威首都克里斯蒂安尼亞（今奧斯陸），並由Stella Polare帶領探險隊穿越冰凍的海面。6月12日，他們前往俄羅斯的阿爾漢格爾斯克（Архангельск），6月30日Stella Polare在阿爾漢格爾斯克的碼頭靠岸，阿布魯齊公爵受到當地州長的隆重接待，甚至停留期間和當地政府要員有所交流。
第二次的北極探險隊，阿布魯齊公爵召集了20人的團隊，當中包含極地探險家翁貝托·卡尼（ Umberto Cagni）、F. Querini 中尉和A. Cavalli Molinelli 醫生。他們計劃前往位於北極荒野的弗朗茲約瑟夫地，在當地建立一個營地並希望在冬季停留，然後乘坐狗拉雪橇穿過冰凍的海面到達北極。雖然Stella Polare已經前進到魯道夫島（Остров Рудольфа），但是1899年至1900年的冬季，Stella Polare部分船身受到極地冰層的破壞，而且阿布魯齊公爵自己也因為嚴重的凍傷，因此遠征隊的A. Cavalli Molinelli醫生，不得不對阿布魯齊公爵的兩根手指進行截肢手術，醫生並告知公爵本人不再適宜推進北極，因此北極探險的雪橇隊，就交給翁貝托·卡尼主導，這次探險隊的成就，在4月25日那一天，在北緯86°34′的位置上插旗，是當時人類推進北極的最新極北點紀錄

### 晚年冒險生活
- 1906年受到亨利·莫頓·斯坦利 ( Henry Morton Stanley ) 遺願的啟發，阿布魯齊公爵帶領一支探險隊，前往烏干達的魯文佐里山脈，他們攀登了山脈範圍內的16座山，包括6座主峰。其中之一，路易吉迪薩沃亞山（Mount Luigi di Savoia）以他的名字命名。最高峰於1906年6月18日達到。

- 1909年阿布魯齊公爵和他的嚮導，攀登喬戈利薩的冰瀑。

- 1909年的第二次探險，阿布魯齊公爵鎖定K2峰。他們攻到6,250 m的高度。

- 阿布魯齊公爵嘗試攀登喬戈利薩（Chogolisa）時，他和他的同伴再次未能登頂，但創造了世界海拔記錄，高度約為 7,500 m的高度。

### 晚年生活
1918年阿布魯齊公爵回到意屬索馬里蘭，1920年起，他在摩加迪沙以北約 90 公里處的地方開始屯墾，建立了以自己的名字為名的“阿布魯齊公爵村”（ Villaggio Duca degli Abruzzi或Villabruzzi ），這是一個實驗農業耕作技術的移民村。到1926年的時候，版圖已經擴大到由16個村莊組成，有3,000名索馬里人和200名意大利人（意大利索馬里人）定居於此。阿布魯齊公爵運用自己的權利和關係，為這個屯墾區籌集資金，因此該地多了很多基礎建設，包括道路、水壩、學校、醫院、教堂和清真寺。
阿布魯齊公爵於1933年3月18日在村里去世。
在1930年代後期，該村莊地區是東非社會經濟最發達的地區之一。阿布魯齊公爵村的周邊地區，是第二次世界大戰前索馬里農業最發達的地區，還擁有一些重要的食品家工業。1947年二次世界大戰結束，意屬索馬里蘭正式解散後，該鎮後來更名為喬哈爾。

### 私人關係
20世紀阿布魯齊公爵與富有的美國參議員斯蒂芬·本頓·埃爾金斯（Stephen Benton Elkins）的女兒凱瑟琳·哈莉·“凱蒂”·埃爾金（Katherine Hallie "Kitty" Elkins）斯發生了關係，但是阿布魯齊的堂兄，意大利國王維克多·伊曼紐爾三世不允許他嫁取平民女子。和他要好的兄弟伊曼紐爾·菲利貝托王子，說服他放棄了這段關係。他的兄弟後來允許年輕的Antoinette “Amber” Brizzi和他結婚，她是意大利北部最大的葡萄園所有者之一Quinto Brizzi的女兒。
在他晚年的時期，阿布魯齊公爵娶一位年輕的索馬里女性名叫法杜瑪·阿里（Faduma Ali）。

### 個人著作
- La Stella Polare nel Mare Artico 1899-1900 (1902年)
- 關於北極海的“北極星”（1903 年）
- Osservazioni sciencehe, eseguite durante la spedizione polare di SAR Luigi Amedeo di Savoia（1903年，與Umberto Cagni和Cavalli-Molinelli合作）

### 博物館
阿布魯齊公爵阿爾卑斯山博物館，是由阿布魯齊公爵的授意創建的，於1929年落成。1950年時，在高山嚮導協會成立 150 週年之際，博物館的佈局是裝修。

## 外部連結
- . . 1914 （英语）. 已忽略未知参数|HIDE_PARAMETER4= (帮助); 已忽略未知参数|HIDE_PARAMETER5= (帮助); 已忽略未知参数|HIDE_PARAMETER7= (帮助); 已忽略未知参数|HIDE_PARAMETER6= (帮助)
- . . 1921.
- 阿布魯齊公爵阿爾卑斯山博物館 （页面存档备份，存于）